# Echinopsis oxygona
Echinopsis oxygona — це вид квіткової рослини родини кактусових Cactaceae, який походить із Південної Бразилії, Уругваю та північної Аргентини. Його особливості включають: багато міцних шипів, кулясту форму та велику квітку з загостреними лавандовими або білими пелюстками та тонким слабким ароматом.

## Культивування
Echinopsis oxygona відомий тим, що має величезні ефектні квіти на кінцях довгих трубок, які з’єднані з кактусом. Квітка має солодкий запах. Квітка розкривається ввечері та в’яне наступного дня в спекотні дні. Добре росте на сонці або в легкій тіні. Ці кактуси витримують сильну спеку і навіть температуру до  −10 °C. Зазвичай це вуличні рослини. Вони звикли до сухого пустельного клімату, тому їх не потрібно поливати щодня.
Під час культивування у Великобританії ця рослина отримала нагороду Королівського садівничого товариства за заслуги в садівництві.

### Розмноження
Зазвичай біля основи кактуса починають з’являтися невеликі відростки. Їх можна відірвати та пересадити в інший горщик для подальшого вирощування у дорослий кактус. Зазвичай кактус зацвітає в середині літа.

### Розмір і зростання
У бруньках рослини досить маленькі, але в молодому віці можуть рости досить швидко. У горщику кактус може вирости до 30 см. В іншому випадку кактус може вирости ще вище. Зазвичай ці кактуси можуть жити дуже довго.

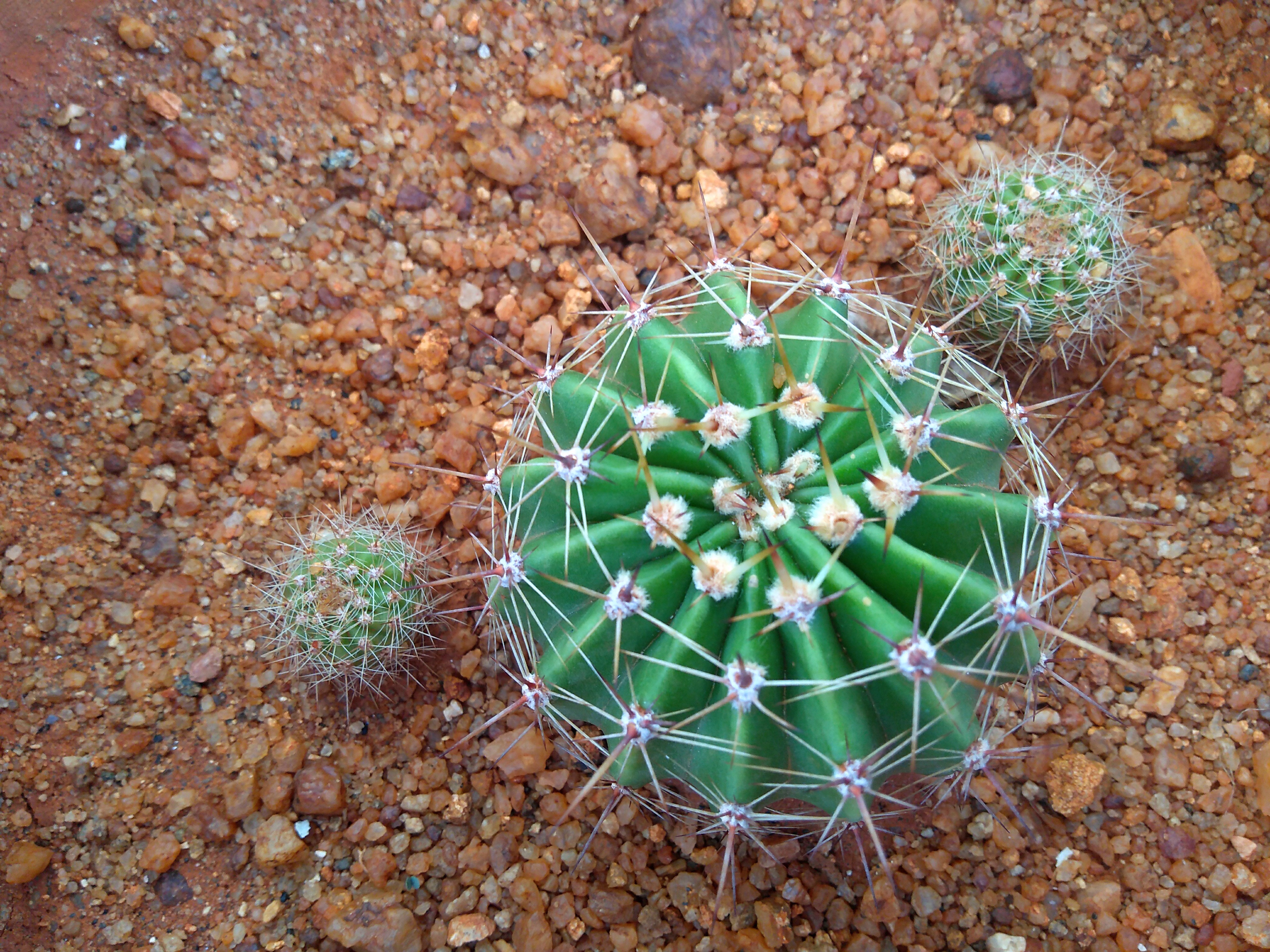
Пересаджені рослини з молодими відростками
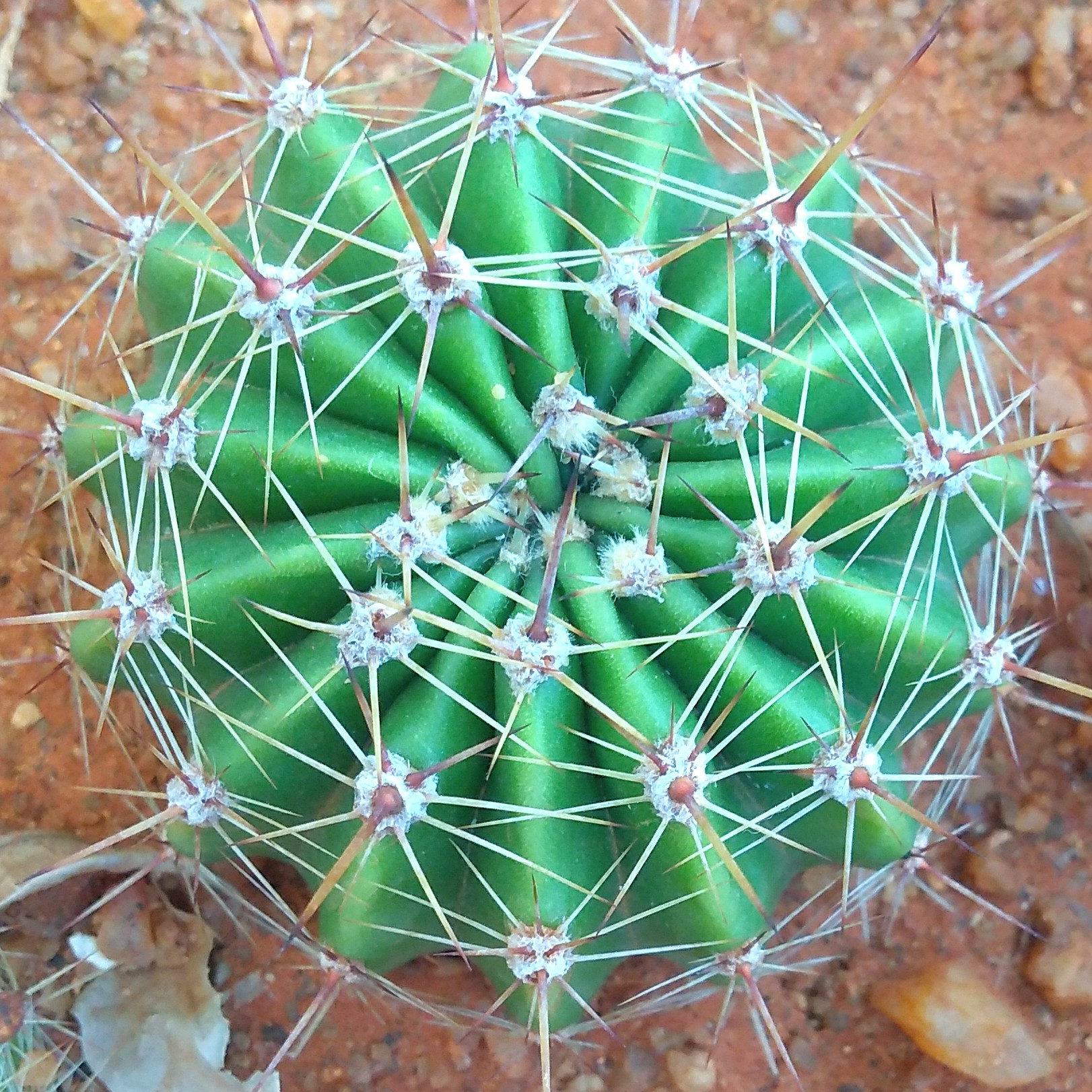
Вид зверху

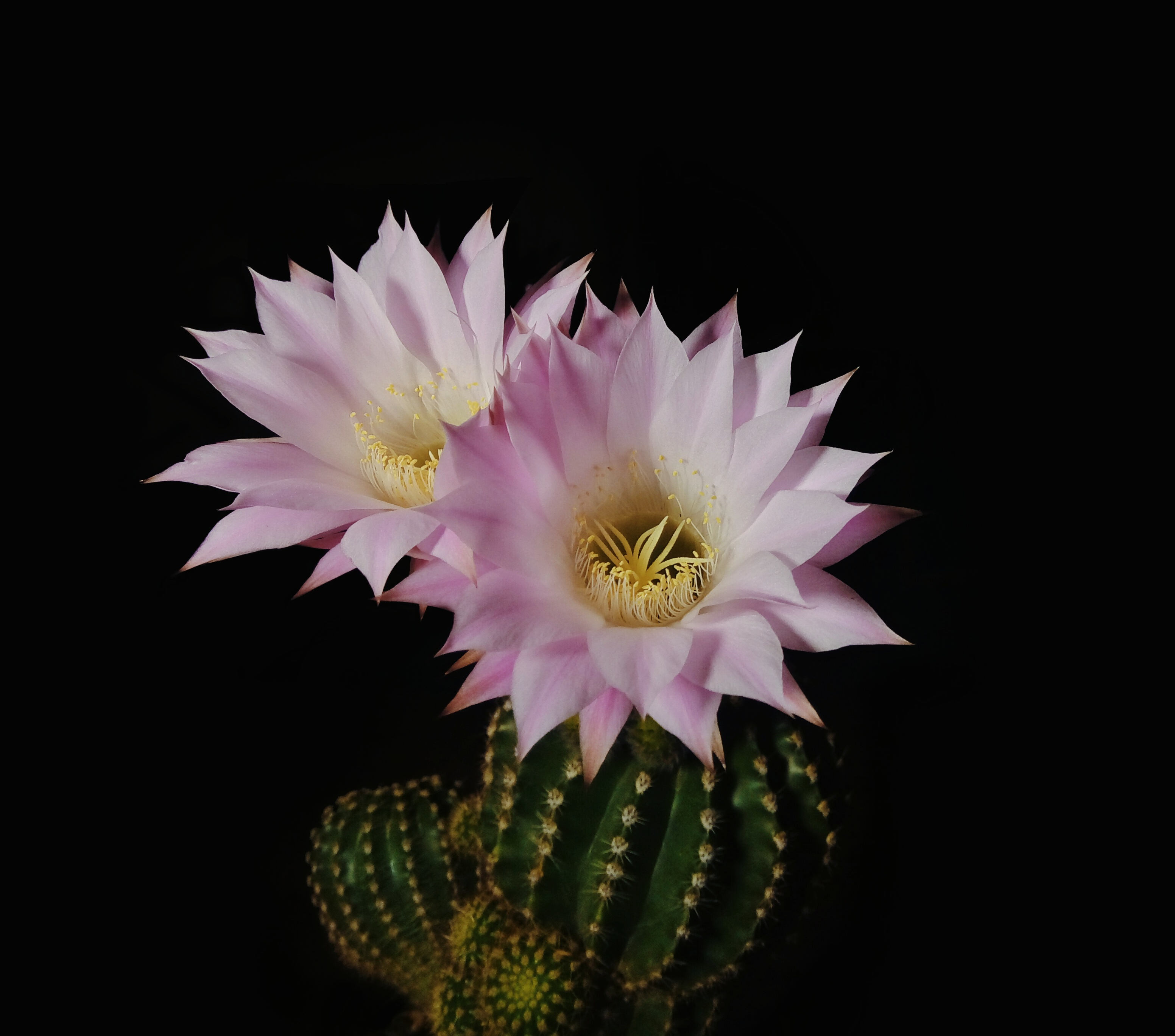
Квіти кактуса Echinopsis oxygona
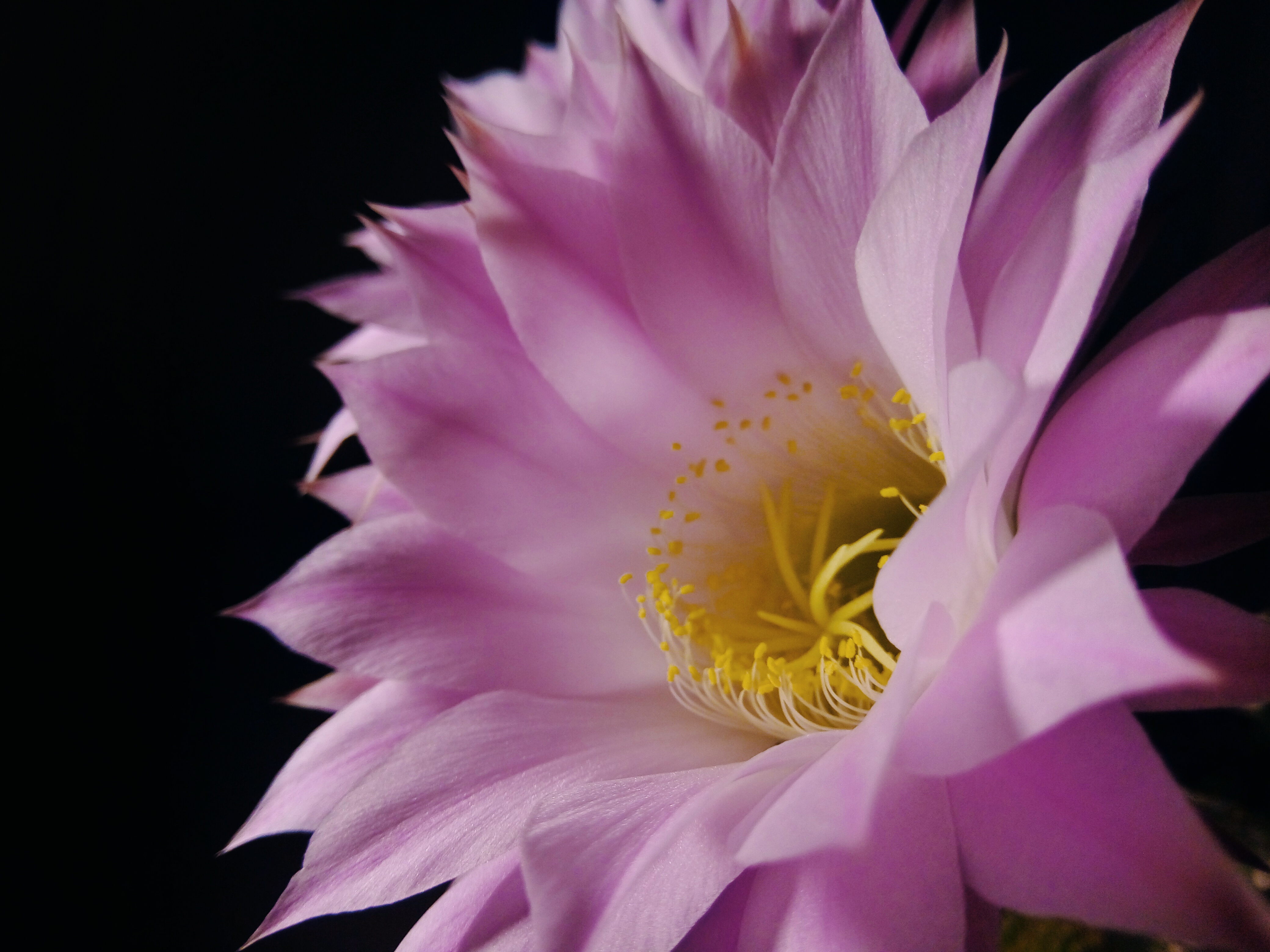
Квіти кактуса Echinopsis oxygona
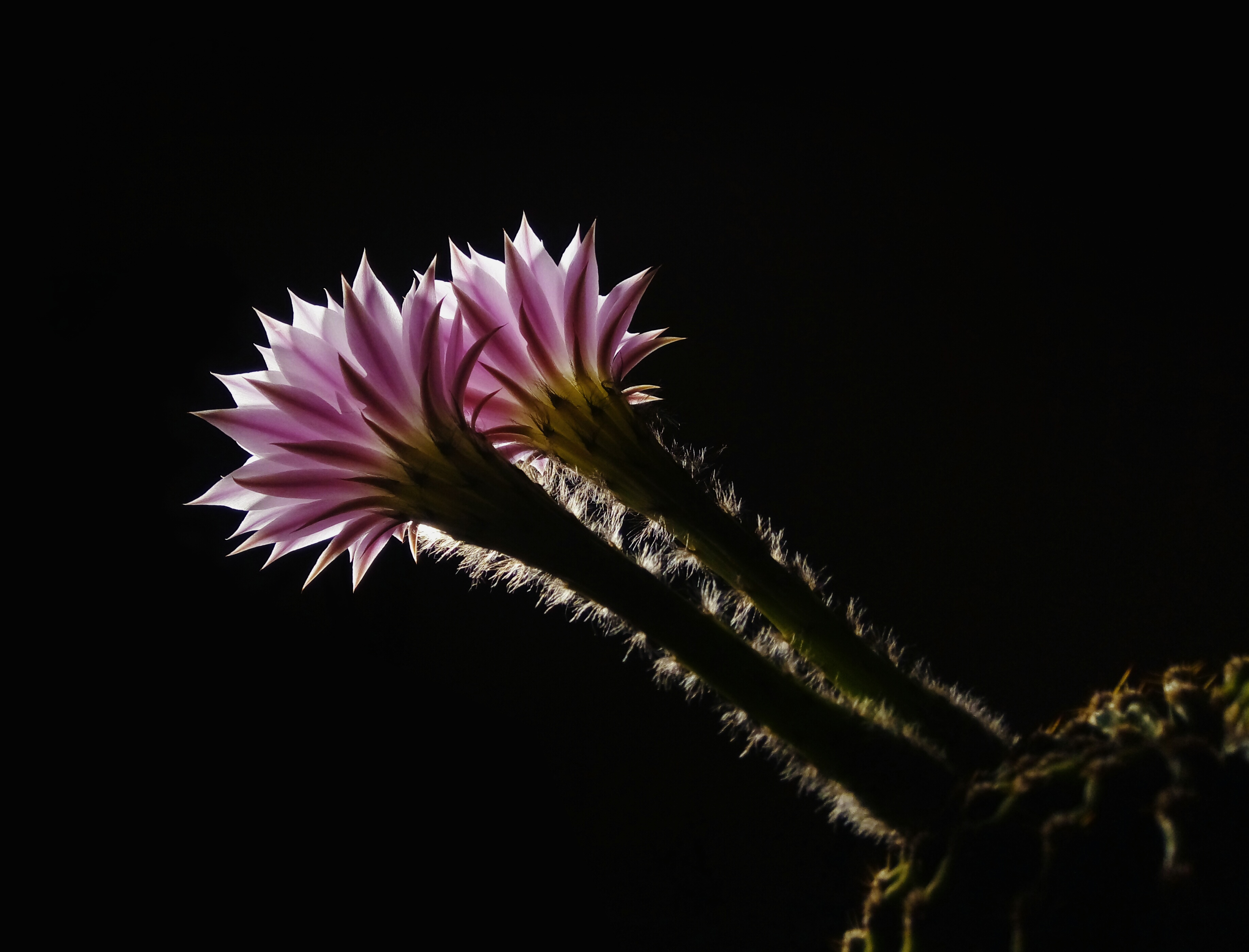
Квіти кактуса Echinopsis oxygona
- Таймлапс відео цвітіння кактуса Echinopsis oxygona